# Црква Светих апостола Петра и Павла у Булатовцу
Црква Светих апостола Петра и Павла у Булатовцу, насељеном месту на територији града Прокупља, припада Епархији нишкој Српске православне цркве. Храм је подигнут 1938. и посвећена је Светим апостолима Петру и Павлу.
Црква је освећена од стране епископа нишког Никанора Ружичића 26. октобра 1906. године. Храм је прилично пространих димензија, а унутрашњост храма била је живописана руком уметника Ставре Ђокића из Прокупља 1912. године. Храм је подигнут трудом и средствима мештана села Булатовац и околних села у време службовања проте Илије Милошевића. Храм се због лоше градње срушио и у току је обнова из темеља.